# Ère Meitoku
L'ère Meitoku (明徳) est une des ères du Japon (年号, , nengō, lit. « nom de l'année ») de la Cour du Nord durant l'époque Nanboku-cho après l'ère Kōō et avant l'ère Ōei. Cette ère couvre la période allant du mois de mars 1390 au mois de juillet 1394. Après le mois d'octobre 1392, l'ère Meitoku remplace le nengō de la Cour du Sud, (ère Genchū). L'empereur siégeant à Kyoto est Go-Komatsu (後小松天皇, Go-Komatsu-tennō). Le rival installé à la Cour du Sud à Yoshino est l'empereur Go-Kameyama (後亀山天皇, Go-Kameyama-tennō).

## Contexte de l'époque Nanboku-chō

Les sièges impériaux durant l'époque Nanboku-chō sont relativement proches l'un de l'autre mais géographiquement distincts. Ils sont conventionnellement identifiés ainsi :
Capitale du nord : Kyoto
Capitale du sud : Yoshino.

Au cours de l'ère Meiji, un décret impérial daté du 3 mars 1911 établit que les monarques régnants légitimes de cette époque sont les descendants directs de l'empereur Go-Daigo par l'empereur Go-Murakami dont la Cour du Sud a été établie en exil dans le district de Yoshino, près de Nara.
Jusqu'à la fin de l'époque d'Edo, les empereurs usurpateurs (en supériorité militaire) et soutenus par le shogunat Ashikaga sont erronément inclus dans les chronologies impériales en dépit du fait incontestable que les insignes impériaux ne sont pas en leur possession.
Cette Cour du Nord illégitime est établie à Kyoto par Ashikaga Takauji.

## Changement d'ère
- 1390, aussi appelée Meitoku gannen (明徳元年?) : Le nom de la nouvelle ère est créé pour marquer un événement ou une succession d'événements. La précédente ère se termine quand commence la nouvelle, après Kōō 2, 15e jour du1re mois.

Durant les premières années de cette période, l'ère Genchū (1384–1392) est le nengō équivalent à la Cour du Sud.
En 1392, les deux cours rivales sont déclarées réunies dans le cadre de l'ère Meitoku. Genchū 9 devient Meitoku 3 quand les deux cours se réconcilient.

## Événements de l'ère Meitoku
Ashikaga Yoshimitsu solidifie le pouvoir du bakufu en supprimant celui des daimyō et des shugo durant la rébellion de Toki Yasuyuki, la rébellion Meitoku et la rébellion Ōei. En Meitoku 3/Genchū 9 (1392), la  Cour du nord confisque les insignes impériaux qu'a détenus la Cour du Sud. Avec l'abdication de l'empereur Go-Kameyama, les dynasties et les ères sont renforcées. Hosokawa Yoriyuki, qui a rétabli le shogunat après qu'il a perdu son statut lors du coup de Kōryaku, meurt en Meiroku 3 (1392) durant la rébellion de Meiroku. Son frère cadet Hosokawa Yoritomo le remplace comme dirigeant. En Meitoku 4 (1393), Shiba Yoshimasa le remplace à son tour.
- 1390 (Meitoku 1) : Kusunoki est défait; Yamana Ujikiyo punit Tokinaga[6].
- 1391 (Meitoku 2) : Yamana Ujikiyo attaque Kyoto[7]; escalade de la guerre de Meitoku (1391-1394) par laquelle Yoshimitsu essaye de restreindre le pouvoir du clan Yamana qui contrôle onze provinces[8].
- 1392 (Meitoku 3), aussi appelée Genchū 9 : Les Cours du nord et du sud se réconcilient du temps de Go-Komatsu[7].